# IC 242
IC 242 ist ein Doppelstern im Sternbild Cetus am Himmelsäquator. Der Stern wurde am 26. Januar 1892 vom französischen Astronomen Stéphane Javelle entdeckt und wurde wahrscheinlich irrtümlich für eine Galaxie gehalten.